# 京城新聞
『京城新聞』（けいじょうしんぶん）、後の『京城新報』（けいじょうしんぽう）は、大韓帝国期末期、並びに日本統治時代の朝鮮、京城（現：ソウル特別市）で発行されていた新聞。1907年11月3日創刊。
創刊当初は日本の朝鮮統治に対しては肯定的だったが、統監府、また総督府の政策をたびたび批判、その都度、統監府や総督府から停刊処分を受けた。そして1912年（明治45年）、1218号を発行したところで廃刊処分となった。